# P. D. James
Pour les articles homonymes, voir James.
Œuvres principales
- Un certain goût pour la mort
- Cycle Adam Dalgliesh
- Cycle Cordélia Gray

Phyllis Dorothy James dite, P. D. James, née le 3 août 1920 à Oxford et morte le 27 novembre 2014  dans la même ville, est un écrivain britannique notoire, auteur de romans policiers. Son premier roman, Cover Her Face (À visage couvert), paraît en 1962, son dernier Death Comes to Pemberley (La mort s'invite à Pemberley) en 2011.
Elle obtient le grand prix de littérature policière en 1988 pour son roman A Taste for Death (Un certain goût pour la mort). Elle est anoblie en 1990 par la reine Élisabeth II, qui la fait baronne James of Holland Park.

## Biographie
Cette section ne s'appuie pas, ou pas assez, sur des sources secondaires ou tertiaires indépendantes du sujet. Le texte peut contenir des analyses inexactes ou inédites de sources primaires.
Pour l'améliorer, ajoutez-en, ou placez des modèles {{Source secondaire souhaitée}} ou {{Source secondaire nécessaire}} sur les passages mal sourcés. (novembre 2014)
Phyllis Dorothy James, dite P. D. James, naît à Oxford le 3 août 1920, mais connaît une enfance itinérante. Aînée d'une famille de trois enfants, Phyllis fréquente l'école religieuse, puis la Cambridge High School for Girls. Élève brillante, elle est pourtant contrainte de quitter l'école à seize ans par un père traditionaliste qui considère qu'il n'est pas nécessaire pour une fille de pousser plus avant ses études. Ce père, qui travaille dans le service public, la fait entrer dans le service des impôts. À vingt et un ans, elle épouse Connor Bantry White, qui sert dans le corps médical de la Royal Army et dont elle aura deux filles, en 1942 et 1944.
Elle quitte son emploi pour élever ses enfants. Malheureusement, son mari revient traumatisé des Indes et jusqu'à sa mort, en 1964, il partage sa vie entre les hôpitaux psychiatriques et sa maison. Pour nourrir ses deux filles et assurer la vie quotidienne, Phyllis doit reprendre le travail. D'abord employée de bureau à l'hôpital de Paddington, elle suit les cours du soir pour gravir les échelons de l'administration médicale.
Par ailleurs, elle souhaite écrire depuis longtemps. Menant tout de front, elle s'attelle alors à la tâche, tous les matins entre six et huit heures. Elle envoie son premier manuscrit Cover Her Face en 1962 à Faber & Faber, qui l'accepte immédiatement. « Je me demande encore comment j'ai pu trouver le temps, en 1961, d'écrire mon premier livre, À visage couvert, qui fut heureusement un succès. Malgré la mort, les maladies, les tragédies, j'estime que j'ai eu beaucoup de chance, que la vie m'a gâtée », confie l'autrice [Quand ?].
Il s'agit d'un roman à énigme assez classique, mais dans lequel P.D. James s'attache déjà à la psychologie de son personnage, Adam Dalgliesh, qui tiendra le rôle principal dans toute son œuvre, sauf deux romans dans lesquels Cordélia Gray, jeune détective privée, lui volera la vedette.
Sa détermination et son intelligence lui permettent d'accéder à un poste de cadre supérieur au ministère de l'Intérieur : de 1968 à 1979, elle travaille au département judiciaire (service de la médecine légale), puis exerce la fonction de magistrat jusqu'en 1984 (section juridique de la brigade criminelle), ce qui enrichit sa connaissance du système policier et juridique. Durant tout ce temps elle écrit et bâtit pas à pas son œuvre littéraire, dans laquelle elle décrit avec raffinement la société qui l'entoure.
C'est Shroud for a Nightingale (Meurtres en blouse blanche) qui assoit définitivement sa réputation. Chacun de ses romans s'écoule à plus de 300 000 exemplaires en Grande-Bretagne.
Grâce à son succès, elle voyage à travers le monde, donne de nombreux cours et conférences sur le métier d'écrivain, conseillant aux apprentis-écrivains : « Lisez les meilleurs auteurs anglais et essayez d’apprendre ce que c’est d’être humain ». Sacrée nouvelle reine du crime, elle est lauréate du Silver Dagger Award, ainsi que, en France, du grand prix de littérature policière en 1988 pour son roman le plus célèbre A Taste for Death (Un certain goût pour la mort), ex æquo avec  Andrew Vachss pour La Sorcière de Brooklyn (Strega).
P. D. James est anoblie en 1990 par la reine, qui la fait baronne de Holland Park ; membre éminent (fellow) de la société des auteurs britanniques, administratrice de la BBC, elle appartient aussi à la commission liturgique de l’Église d'Angleterre (institution qu’elle présente dans Death in Holy Orders (Meurtres en soutane), en 2001) et à la Chambre des lords sur les bancs du Parti conservateur. Jusqu'à la fin de sa vie elle continue d'assurer elle-même la promotion de ses livres, en particulier aux États-Unis où chacun de ses nouveaux romans est un best-seller.
Le dernier roman de P. D. James parait en 2011 : Death come to Pemberley, traduit en français chez Fayard, en mai 2012 sous le titre La mort s'invite à Pemberley. Elle associe ce roman à sa profonde admiration pour Jane Austen, de qui elle a appris, dit-elle, « une vertu essentielle à son art : la nécessité d'asseoir toute intrigue romanesque sur une structure narrative concertée, solide et stricte ». 
En 2013, elle préside et parraine la manifestation Quais du polar à Lyon.
P. D. James meurt paisiblement à son domicile d'Oxford, le 27 novembre 2014 à l’âge de 94 ans. Elle était la doyenne du roman policier en Grande-Bretagne.
Après sa mort, deux recueils de nouvelles publiées de manière éparse paraissent : Les Douze Indices de Noël et autres récits (Fayard, 2016) et À en perdre le sommeil : six histoires assassines (Fayard, 2017).

## Œuvre

### Romans

#### CycleAdam Dalgliesh
Adam Dalgliesh est le héros de 14 romans. Inspecteur puis commissaire au Metropolitan Police Service du New Scotland Yard, poète à ses heures, il est veuf depuis plus de dix ans lorsque débute le premier roman, marqué par la perte de son fils et de son épouse morte en couches. Comme ses prédécesseurs, Hercule Poirot, Lord Peter Wimsey, Albert Campion, Adam Dalgliesh appartient à la catégorie des  gentlemen detectives. Sensible et cérébral, il peut se montrer provocateur mais il est surtout patient. Dans tous ses romans, P. D. James respecte le même  « pacte de lecture » : elle donne à son lecteur les mêmes indices à découvrir  qu’au détective menant l’enquête.
1. À visage couvert ((en) Cover Her Face, 1962)  (ISBN 2213023123)
2. Une folie meurtrière ((en) A Mind to Murder, 1963)  (ISBN 2213021902)
3. Sans les mains ((en) Unnatural Causes, 1967)  (ISBN 2213024588)
4. Meurtres en blouse blanche ((en) Shroud for a Nightingale, 1971)  (ISBN 2213022461)
5. Meurtre dans un fauteuil ((en) The Black Tower, 1975)  (ISBN 2213620474)
6. Mort d'un expert ((en) Death of an Expert Witness, 1977)  (ISBN 2213022623)
7. Un certain goût pour la mort ((en) A Taste for Death, 1986)  (ISBN 2213620504)Grand prix de littérature policière 1988
8. Par action et par omission ((en) Devices and Desires, 1989)  (ISBN 2213024790)
9. Péché originel ((en) Original Sin, 1994)  (ISBN 2213594627)
10. Une certaine justice ((en) A Certain Justice, 1997)  (ISBN 2213601054)
11. Meurtres en soutane ((en) Death in Holy Orders, 2001)  (ISBN 2213609454)
12. La Salle des meurtres ((en) The Murder Room, 2003)  (ISBN 2213619921)
13. Le Phare ((en) The Lighthouse, 2005)  (ISBN 2213628335)
14. Une mort esthétique ((en) The Private Patient, 2008)  (ISBN 2213643024)

#### CycleCordélia Gray
- La Proie pour l'ombre ((en) An Unsuitable Job for a Woman, 1972)  (ISBN 2213620482)
- L'Île des morts ((en) The Skull Beneath the Skin, 1982)  (ISBN 2213620466)

#### Autres romans
- Les Meurtres de la Tamise ((en) The Maul and the Pear Tree: the Ratcliffe Highway Murders, 1971)  (ISBN 221359273X)Roman policier historique
- La Meurtrière ((en) Innocent Blood, 1980)  (ISBN 2213620490)Roman policier psychologique
- Les Fils de l'homme ((en) The Children of Men, 1992)  (ISBN 2213630569)Thriller de science-fiction
- La mort s'invite à Pemberley ((en) Death Comes to Pemberley, 2011)  (ISBN 2213668833)Roman policier historique dont l'intrigue se situe au début du XIXe siècle et reprend les personnages et le contexte du fameux Orgueil et Préjugés de Jane Austen. Adapté pour la télévision (BBC) en 2014, dans une réalisation de Daniel Percival (en), avec, notamment, Matthew Rhys, Anna Maxwell Martin, Matthew Goode et Jenna Coleman.

### Autobiographie
- Il serait temps d'être sérieuse ((en) Time To Be in Earnest, 1999)

Ses mémoires se présentent sous la forme d'un journal intime rédigé pendant un an, entre le 3 août 1997, jour de son 77e anniversaire, et le 3 août 1998, sa façon, disait-elle, de contrer « tous les biographes qui se piqueraient d’écrire le récit de sa vie ». Le titre est à prendre comme une boutade tant elle a su concilier thriller et qualité d’écriture, elle qui s’est efforcée toute sa vie d’imposer le roman policier comme un genre majeur.

### Recueils de nouvelles
- Les Douze Indices de Noël et autres récits (The Mistletoe Murder and Other Stories, 2016) / traduit par Odile Demange. Paris : Fayard, 2016, 192 p.  (ISBN 978-2-213-70178-3)
- À en perdre le sommeil : six histoires assassines (Sleep No More : Six Murderous Tales, 2017) / traduit par Odile Demange. Paris : Fayard, 2017, 240 p.  (ISBN 978-2-213-70574-3)

### Œuvres réunies en volumes en France
- Les Enquêtes d'Adam Dalgliesh, vol. 1 / préf. René Reouven /. Paris : LGF, coll. « Le Livre de poche. La Pochothèque. Classiques modernes » no 3208, 1992, 1 984 p.  (ISBN 2-253-06091-7)
- Les Enquêtes d'Adam Dalgliesh, vol. 2. Paris : LGF, coll. « Le Livre de poche. La Pochothèque. Classiques modernes » no 3210, 1992, 1 119 p.  (ISBN 2-253-06142-5)
- Romans. Paris : LGF, coll. « Le Livre de poche. La Pochothèque. Classiques modernes » no 3213, 1993, 918 p.  (ISBN 2-253-06313-4)
- P. D. James, vol. 1. Paris : Librairie des Champs-Élysées, coll. « Les intégrales du Masque », 2002, 1 092 p.  (ISBN 2-7024-3102-X)
- P. D. James, vol. 2. Paris : Librairie des Champs-Élysées, coll. « Les intégrales du Masque », 2003, 1 256 p.  (ISBN 2-7024-3111-9)
- P. D. James, vol. 3. Paris : Librairie des Champs-Élysées, coll. « Les intégrales du Masque », 2003, 1 914 p.  (ISBN 2-7024-3179-8)

## Adaptations de ses œuvres

### Cinéma
- 1982 : An Unsuitable Job for a Woman, film britannique réalisé par Christopher Petit, adaptation du roman La Proie pour l'ombre, avec Pippa Guard dans le rôle de Cordélia Gray. Le film est sélectionné en compétition officielle à la Berlinale 1982.
- 2006 : Les Fils de l'homme (Children of Men), film de science-fiction anglo-américain écrit et réalisé par Alfonso Cuarón, adaptation du roman, avec Clive Owen.

### Télévision
- 1983 : Death of an Expert Witness, mini-série britannique en 7 épisodes réalisée par Herbert Wise, adaptation du roman Mort d'un expert, avec Roy Marsden dans le rôle d'Adam Dalgliesh.
- 1984 : Shroud for a Nightingale, mini-série britannique en 5 épisodes réalisée par John Gorrie, adaptation du roman Meurtres en blouse blanche, avec Roy Marsden dans le rôle d'Adam Dalgliesh.
- 1985 : Cover Her Face, mini-série britannique en 6 épisodes réalisée par John Davies, adaptation du roman À visage couvert, avec Roy Marsden dans le rôle d'Adam Dalgliesh.
- 1985 : The Black Tower, mini-série britannique en 5 épisodes réalisée par Ronald Wilson, adaptation du roman Meurtre dans un fauteuil, avec Roy Marsden dans le rôle d'Adam Dalgliesh.
- 1988 : A Taste for Death, mini-série britannique en 6 épisodes réalisée par John Davies, adaptation du roman Un certain goût pour la mort, avec Roy Marsden dans le rôle d'Adam Dalgliesh.
- 1991 : Devices and Desires, mini-série britannique en 6 épisodes réalisée par John Davies, adaptation du roman Par action et par omission, avec Roy Marsden dans le rôle d'Adam Dalgliesh.
- 1993 : Unnatural Causes, téléfilm britannique réalisé par John Davies, adaptation du roman Sans les mains, avec Roy Marsden dans le rôle d'Adam Dalgliesh.
- 1995 : A Mind to Murder, téléfilm britannique réalisé par Gareth Davies (en), adaptation du roman Une folie meurtrière, avec Roy Marsden dans le rôle d'Adam Dalgliesh.
- 1997 : Original Sin, mini-série britannique en 3 épisodes réalisée par Andrew Grieve, adaptation du roman Péché originel, avec Roy Marsden dans le rôle d'Adam Dalgliesh.
- 1997-1999 : An Unsuitable Job for a Woman, série télévisée adaptant le roman La Proie pour l'ombre, avec Helen Baxendale dans le rôle de Cordelia Gray.
- 1998 : A Certain Justice, mini-série britannique en 3 épisodes réalisée par Ross Devenish, adaptation du roman Une certaine justice, avec Roy Marsden dans le rôle d'Adam Dalgliesh.
- 2005 : The Murder Room, mini-série britannique en 2 épisodes réalisée par Diarmuid Lawrence, adaptation du roman La Salle des meurtres, avec Martin Shaw dans le rôle d'Adam Dalgliesh.
- 2013 : Pemberley (Death Comes to Pemberley en anglais), mini-série britannique en 3 épisodes réalisée par Daniel Percival (en), adaptation pour la BBC du roman La mort s'invite à Pemberley qui se présente comme une suite criminelle d’Orgueil et Préjugés de Jane Austen, et dont l'action se déroule essentiellement à Pemberley, le domaine de Mr Darcy, six ans après son mariage avec Elizabeth Bennet.

## Prix et distinctions

### Prix
- Prix Silver Dagger 1971 pour Shroud for a Nightingale[7]
- Prix Silver Dagger 1975 pour The Black Tower[7]
- Prix Silver Dagger 1986 pour A Taste for Death[7]
- Prix Macavity 1987 du meilleur roman pour A Taste for Death[8]
- Grand prix de littérature policière 1988 pour Un certain goût pour la mort[9]
- Cartier Diamond Dagger 1987[7],[10]
- Prix Palle-Rosenkrantz 1988
- Grand Master Award 1999[11]
- Prix Anthony 2010 de la meilleure œuvre non fictionnelle pour Talking About Detective Fiction[12]
- Prix Macavity 2010 de la meilleure œuvre non fictionnelle pour Talking About Detective Fiction[8]

### Nominations
- Prix Edgar-Allan-Poe 1972 du meilleur roman pour Shroud for a Nightingale[11]
- Gold Dagger Award 1972 pour An Unsuitable Job for a Woman[7]
- Prix Edgar-Allan-Poe 1974 du meilleur roman pour An Unsuitable Job for a Woman[11]
- Gold Dagger Award 1977 pour Death of an Expert Witness[7]
- Gold Dagger Award 1980 pour Innocent Blood[7]
- Gold Dagger Award 1982 pour The Skull Beneath the Skin[7]
- Prix Edgar-Allan-Poe 1987 du meilleur roman pour A Taste for Death[11]
- Prix Barry 2002 du meilleur roman britannique pour Death in Holy Orders[13]
- Prix Agatha 2009 de la meilleure œuvre non fictionnelle pour Talking About Detective Fiction[14]